# Nicolas Isimat-Mirin
Nicolas Isimat-Mirin (Meudon, 1991. november 15. –) francia korosztályos válogatott labdarúgó, a holland Vitesse hátvédje.

## Pályafutása
A sportág alapjait a Clairefontaine akadémián sajátította el, majd csatlakozott a Rennes utánpótlásához. 2009-ben került a Valenciennes FC csapatához és a 2009-2010-es szezonban a klub amatőrcsapatában játszott.  Az első csapatban 2010 szeptember 21-én mutatkozott be az Nîmes elleni ligakupa mérkőzésen. 2013-ban az AS Monaco igazolta le, de a kevés játéklehetőség miatt először kölcsönben, majd 2015 június 26-án végleg a holland PSV Eindhovenhez került.